# بهيك
بهيك هي قرية في مقاطعة سلماس، إيران. عدد سكان هذه القرية هو 281 في سنة 2006.